# 6654 Luleå
A 6654 Lulea (ideiglenes jelöléssel 1992 DT6) a Naprendszer kisbolygóövében található aszteroida. UESAC fedezte fel 1992. február 29-én.